# Saarlooswolfhond
Saarlooswolfhond blev skabt i 1921 af Leendert Saarloos, da han krydsede en schæferhund med en hunulv. Efter selektiv avl gennem flere tiår viste racen sig noget lettere at træne end den lignende Tjekkoslovakisk ulvehund, men den er stadig flokorienteret og har ulvens mistænksomhed i sig, og den kan derfor være lidt sky.
Racen blev officielt anerkendt i 1975, men er kun lidt kendt uden for Holland. 

## Historie
Leendert Saarloos (1884–1969) var en hollandsk hundeopdrætter, som mente, at schæferhunden var blevet for domesticeret. For at genetablere dens oprindelige egenskaber krydsede han en schæferhund ved navn Gerard van Fransenum med en sibirisk ulv kaldet Fleur. Senere blev flere ulve brugt i avlsarbejdet. Racen blev oprindeligt omtalt som “European Wolfsdog” eller blot “Wolfdog.”
Saarloos’ formål var at skabe en brugshund, som kunne genvinde de naturlige instinkter, han anså for at være gået tabt hos domesticerede hunde. Det viste sig dog, at mange af de nye hunde var sky og vanskelige at træne til klassiske arbejdshundeopgaver. Alligevel fandt man værdi i deres stærke instinkter, og der blev blandt andet eksperimenteret med at bruge dem som førerhunde for blinde (dog uden bred succes på grund af racens tilbageholdende natur).
I 1975 blev racen anerkendt af den hollandske kennelklub og fik navnet “Saarlooswolfhond” for at hædre racens grundlægger. I 1981 fulgte anerkendelse fra FCI.

## Udseende
Saarlooswolfhond er en stor og kraftigt bygget hund, der fremstår meget ulvelignende. Hanner måler typisk 65-75 cm i skulderhøjde, mens tæver måler 60-70 cm. Vægten kan komme op omkring 45 kg. Racen har en stærk, muskuløs krop, et bredt kranie og et kileformet hoved. Halen er bred og kraftfuld, og ørerne er trekantede, mellemstore og bæres opretstående. Øjnene er mandelformede og kan variere fra gul til ravfarvet, hvilket giver et karakteristisk ulvepræg. Hunden er temmelig langbenet, og forpoterne er på ulvevis let udaddrejede.
Den grove pels er ganske lang, dog ikke for lang, og den har en tæt underuld. Saarlooswolfhond findes i tre farver: ulvegrå, skovbrun og hvid. Ulvegrå er mest udbredt på grund af dominante gener, mens hvid er sjældnere, da genet for hvid pelsfarve er recessivt.

## Temperament
Racen er kendt for et stærkt flokinstinkt og for at være meget social over for sin egen familiegruppe, men den kan være forbeholden eller endda sky over for fremmede. Den er sjældent aggressiv, men kræver tidlig socialisering og en rolig, konsekvent opdragelse for at blive tryg ved nye mennesker og miljøer.
Saarlooswolfhond er aktiv og kræver regelmæssig motion samt mental stimulering. Den er typisk ikke egnet til hårde eller straffebaserede træningsmetoder på grund af sin følsomme natur. Mange ejere beskriver racen som loyal og hengiven over for sin familie, men også selvstændig.

## Anerkendelse
Saarlooswolfhond er anerkendt af den hollandske kennelklub samt af FCI, hvor den er placeret i Gruppe 1 (Hyrde- og kvæghunde), Sektion 1 (Hyrdehunde). Racen fik sit officielle navn og anerkendelse i Holland i 1975 og blev senere anerkendt af FCI i 1981.

## Externa henvisninger
- Wikimedia Commons har flere filer relateret til Saarlooswolfhond